# أنتوني تومسون (ملاكم)
أنتوني تومسون (بالإنجليزية: Anthony Thompson)‏ مواليد 17 أغسطس 1981 في فيلادلفيا، هو ملاكم أمريكي بدأ مسيرته الاحترافية سنة 2002.

## إحصائيات
خاض خلال مسيرته 27 نزالا، فاز في 24 ولم يتعادل وخسر في 3. فاز بالضربة القاضية في 18 نزالا.

## روابط خارجية
- أنتوني تومسون على موقع بوكس ريك (الإنجليزية) (registration required)